# St. Remigius (Raisting)

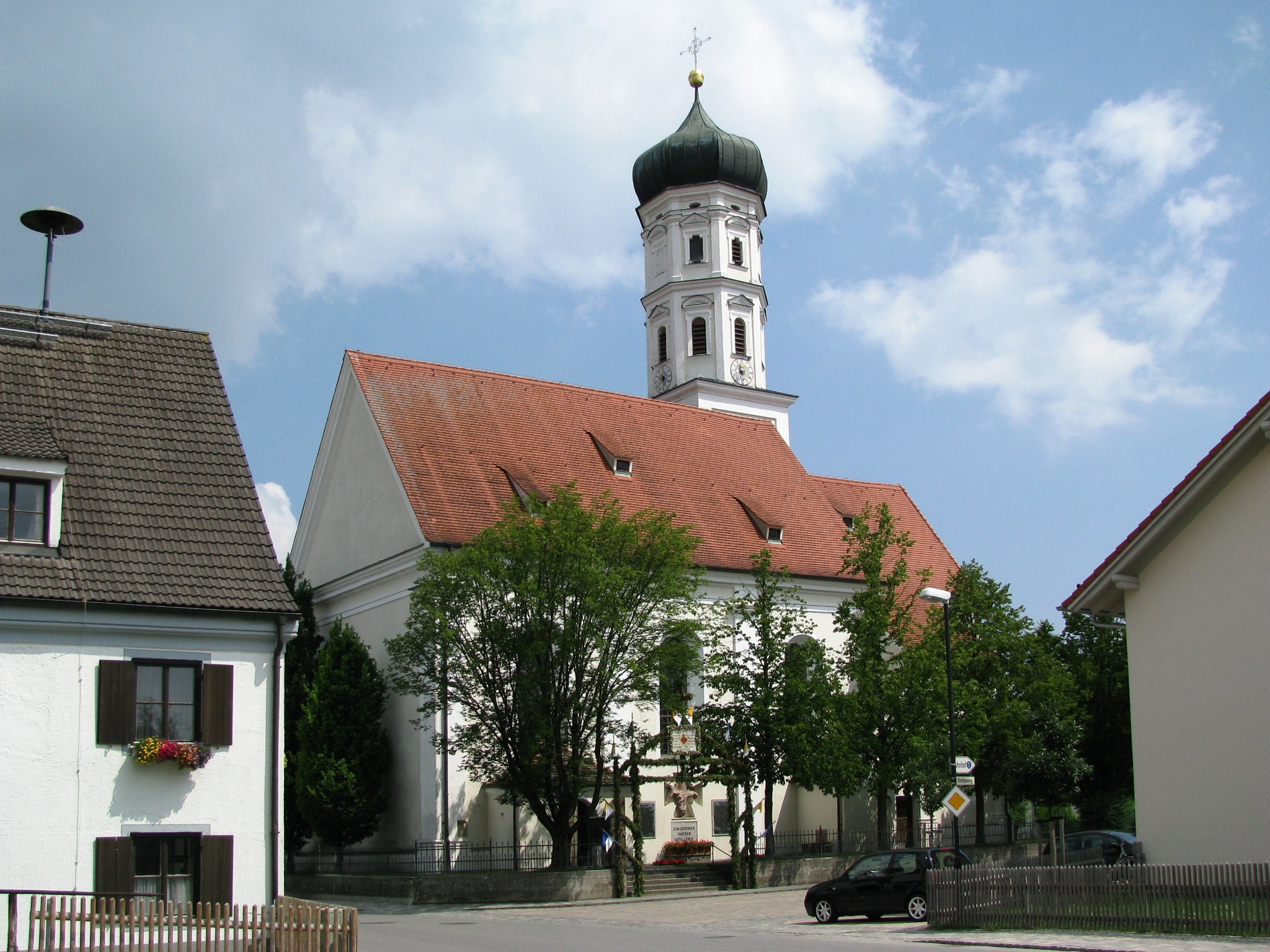
Kirche St. Remigius in Raisting

Die katholische Pfarrkirche St. Remigius in Raisting, einer Gemeinde im oberbayerischen Landkreis Weilheim-Schongau, wurde 1692 bis 1696 erbaut und dem heiligen Remigius geweiht. Die Kirche am Kirchenweg 1 ist ein geschütztes Baudenkmal.

## Beschreibung
In den Jahren 1692 bis 1696 wurde im Auftrag des Klosters Dießen durch den Vorarlberger Baumeister Michael Natter ein Neubau errichtet. An das Langhaus mit drei Jochen 
schließt sich der eingezogene, dreiseitig geschlossene Chor an. Die Gliederung des Baukörpers erfolgt durch Pilaster mit Friesband und Gesims. Der Turm im Norden besitzt einen achteckigen zweigeschossigen Oberbau und wird von einer Zwiebelhaube bedeckt.

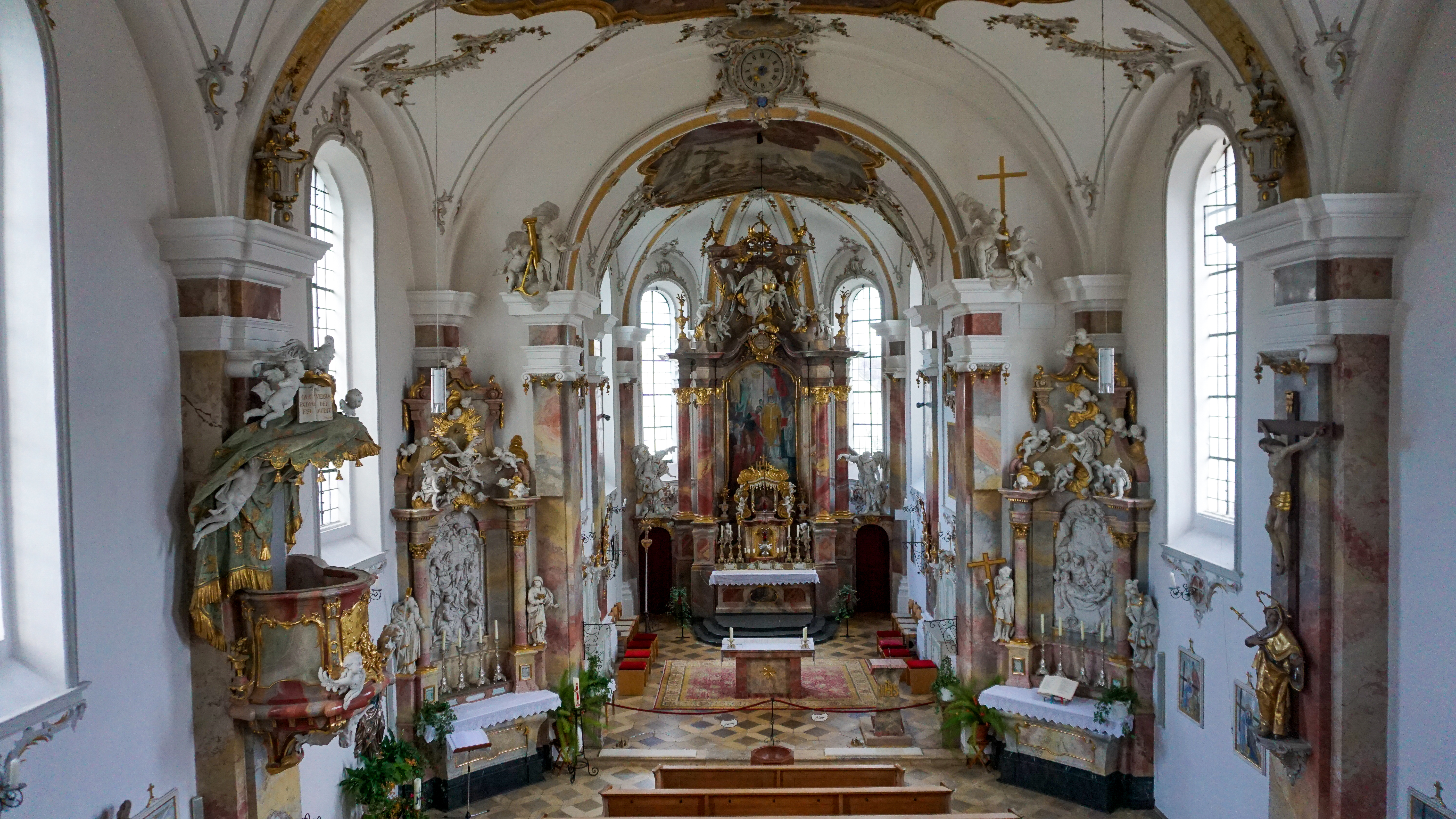
Aufnahme des Innenraums von der Empore

## Ausstattung
In den Jahren 1766 bis 1782 wurde die hochbarocke Ausstattung durch den Raistinger Künstler Thomas Schaidhauf bis auf wenige Ausnahmen im Stil des Spätrokoko umgestaltet. Als Schöpfer der Deckenfresken wird der Hofmaler Christian Wink überliefert. Das Fresko des Langhauses wurde 1947 durch ein Deckengemälde von Karl Manninger ersetzt.